# Dipartimento di Mbacké
Il dipartimento di Mbacké (fr. Département de Mbacké) è un dipartimento del Senegal, appartenente alla regione di Diourbel. Il capoluogo è la città di Mbacké.
Il dipartimento si estende su una zona pianeggiante nella parte orientale della regione di Diourbel. Nel dipartimento sorge l'importante città di Touba, centro della confraternita islamica muridiyya.
Il dipartimento di Mbacké comprende un comune (Mbacké, il capoluogo) e 3 arrondissement (Kael, Ndame e Taïf), a loro volta suddivisi in 13 comunità rurali.